# Nathan Janak
Nathan Janak (* 7. April 2005 in Sugar Land, Texas) ist ein US-amerikanischer Jungschauspieler.

## Leben
Bevor Nathan erfolgreich wurde, hatte er seine erste Rolle in dem Musikkurzfilm Steph & 7 Cents Acoustic Live at Ace Bar.
2018 hatte er seine erste Fernsehrolle in der Nickelodeon-Sitcom Henry Danger, wo er in der Episode Buchstabieren um jeden Preis die Rolle des Carlos spielte.
Im Jahr 2019 bekam Nathan dann eine Hauptrolle in dem Revival der Nickelodeon-Sketch-Comedy-Show All Das und spielte außerdem die Rolle des Oliver in der Nickelodeon-Comedy-Show Drama Club.

## Filmografie
- 2013: Steph & 7 Cents Acoustic Live at Ace Bar (Kurzfilm)
- 2017: Revenge! (Kurzfilm)
- 2018: Alex, Inc. (Fernsehserie, 1 Folge)
- 2018: Henry Danger (Fernsehserie, 1 Folge)
- 2018: Raven’s Home (Fernsehserie, 1 Folge)
- 2019: Schooled (Fernsehserie, 1 Folge)
- 2019: Coop and Cami Ask the World (Fernsehserie, 1 Folge)
- 2019–: All Das (Fernsehserie, 35 Folgen)
- 2021: Drama Club (Fernsehserie, 9 Folgen)